# Anthracophyllum discolor
Anthracophyllum discolor är en svampart som först beskrevs av Jean François Montagne, och fick sitt nu gällande namn av Rolf Singer 1951. Anthracophyllum discolor ingår i släktet Anthracophyllum och familjen Marasmiaceae.   Inga underarter finns listade i Catalogue of Life.